# العلاقات البرتغالية اللبنانية
العلاقات البرتغالية اللبنانية هي العلاقات الثنائية التي تجمع بين البرتغال ولبنان.

## مقارنة بين البلدين
هذه مقارنة عامة ومرجعية للدولتين:
| وجه المقارنة                                              | البرتغال                                                  | لبنان                                                                |
| --------------------------------------------------------- | --------------------------------------------------------- | -------------------------------------------------------------------- |
| المساحة (كم2)                                             | 92.21 ألف                                                 | 10.45 ألف                                                            |
| عدد السكان (نسمة)                                         | 10.60 مليون                                               | 6.10 مليون                                                           |
| الكثافة السكانية (ن./كم²)                                 | 114.95                                                    | 583.73                                                               |
| العاصمة                                                   | لشبونة                                                    | بيروت                                                                |
| اللغة الرسمية                                             | اللغة البرتغالية، اللغة الميراندية                        | اللغة العربية، لغة فرنسية                                            |
| العملة                                                    | يورو، اسكودو برتغالي                                      | ليرة لبنانية                                                         |
| الناتج المحلي الإجمالي (بليون دولار)                      | 217.57 مليار                                              | 51.84 مليار                                                          |
| الناتج المحلي الإجمالي (تعادل القوة الشرائية) بليون دولار | 307.82 مليار                                              | 81.54 مليار                                                          |
| الناتج المحلي الإجمالي الاسمي للفرد دولار أمريكي          | 19.22 ألف                                                 | 8.05 ألف                                                             |
| الناتج المحلي الإجمالي للفرد دولار أمريكي                 | 28.76 ألف                                                 | 17.46 ألف                                                            |
| مؤشر التنمية البشرية                                      | 0.830                                                     | 0.769                                                                |
| رمز المكالمات الدولي                                      | +351                                                      | +961                                                                 |
| رمز الإنترنت                                              | .pt                                                       | .lb                                                                  |
| المنطقة الزمنية                                           | توقيت غرب أوروبا، توقيت غرب أوروبا الصيفي، أوروبا/لشبونة ‏ | ت ع م+02:00، ت ع م+03:00، توقيت شرق أوروبا، توقيت شرق أوروبا الصيفي ‏ |

## منظمات دولية مشتركة
يشترك البلدان في عضوية مجموعة من المنظمات الدولية، منها:
| علم المنظمة | اسم المنظمة                               | تاريخ انضمام البرتغال | تاريخ انضمام لبنان |
| ----------- | ----------------------------------------- | --------------------- | ------------------ |
|             | مؤسسة التنمية الدولية                     | 29 ديسمبر 1992        | 10 أبريل 1962      |
|             | يونسكو                                    | 11 مارس 1965          | 4 نوفمبر 1946      |
|             | وكالة ضمان الاستثمار متعدد الأطراف        | 6 يونيو 1988          | 19 أكتوبر 1994     |
|             | الأمم المتحدة                             | 14 ديسمبر 1955        | 24 أكتوبر 1945     |
|             | الاتحاد البريدي العالمي                   | ?                     | ?                  |
|             | البنك الدولي للإنشاء والتعمير             | 29 مارس 1961          | 14 أبريل 1947      |
|             | الاتحاد الدولي للاتصالات                  | 1866                  | 12 يناير 1924      |
|             | منظمة حظر الأسلحة الكيميائية              | ?                     | ?                  |
|             | مؤسسة التمويل الدولية                     | 8 يوليو 1966          | 28 ديسمبر 1956     |
|             | المركز الدولي لتسوية المنازعات الاستشارية | 1 أغسطس 1984          | 25 أبريل 2003      |
|             | منظمة الشرطة الجنائية الدولية             | ?                     | ?                  |

## أعلام
هذه قائمة لبعض الشخصيات التي تربطها علاقات بالبلدين:
- دوللي شاهين (مغنية وممثلة لبنانية، 7 فبراير 1980 – )

## وصلات خارجية
- موقع وزارة الخارجية البرتغالية